# 1672 en France
Chronologie de la France
- 1668
- 1669
- 1670
- 1671
- 1672
- 1673
- 1674
- 1675
- 1676

Cette page concerne l’année 1672 du calendrier grégorien.

## Événements
- 4 janvier : Colbert est nommé grand maître, surintendant et réformateur général des mines et minières[1].
- 28 janvier : mort du chancelier Pierre Séguier[2], qui ouvre la décadence de l’État de justice par rapport à l’État de finance. Louis XIV garde les sceaux depuis le 6 février jusqu’au 23 avril suivant[2]
- 1er février : Louvois, fait ministre d’État, entre au Conseil d’en haut. Le 4 février, il remet au roi le contrôle de son armée, la situation de ses places et l’état de ses forces[3].

- 23 mars : hérédité des offices de notaire, procureurs, huissiers, sergents et archers[4].

- 6 avril : début de la guerre de Hollande entre la France et les Provinces-Unies préparée par Hugues de Lionne, non déclarée, juste annoncée par Louis XIV (fin en 1678)[5].
- 14 avril : traité de Stockholm. Alliance franco-suédoise contre les Provinces-Unies[6].
- 23 avril : Étienne d’Aligre est nommé garde des sceaux[2].

- 20 mai : l’ébéniste Boulle succède à Jean Macé dans son logement de la galerie du Louvre[7]. Il devient fournisseur attitré de la Couronne.
- 22 mai : l’armée française passe la Meuse[8]. Début juin, les Français attaquent par surprise par l’est en traversant l’électorat de Cologne[9], conjointement à une offensive anglaise en mer du Nord.

- 7 juin : victoire navale hollandaise de l’amiral de Ruyter sur les Britanniques à la bataille de Solebay[8].

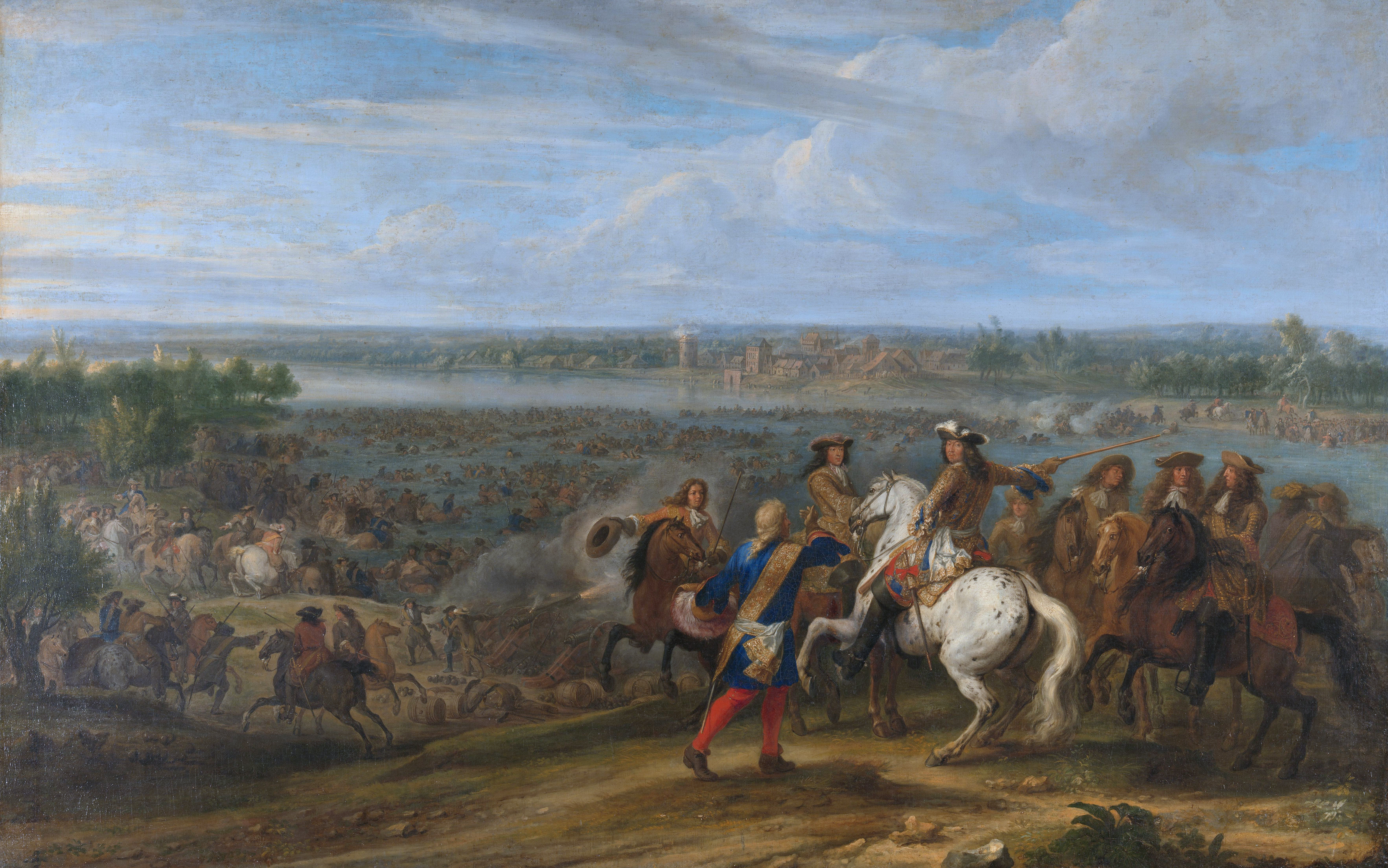
Passage du Rhin par Louis XIV devant Tolhuis le 12 juin 1672, par Adams Frans Van der Meulen.

- 12 juin : passage du Rhin par Louis XIV et son armée[8].
- 20 juin : les Hollandais inondent les polders[10].

- 10 septembre, Wesel : Turenne entre en Rhénanie médiane, malgré les forces impériales et brandebourgeoises[11].
- Décembre : édit portant confirmation des privilèges, ordonnances et règlement sur la police de l’Hôtel de ville de Paris[12].